# Dang Kang
Dang Kang là một xã thuộc tỉnh Đắk Lắk, Việt Nam.
Xã Dang Kang có diện tích 27,51 km², dân số năm 1999 là 5068 người, mật độ dân số đạt 184 người/km².